# Berend Botha
Pas d'image ? Cliquez ici

a Compétitions nationales et continentales officielles uniquement.

Dernière mise à jour le 25 juillet 2020.
Berend Botha, né le 11 mars 1988 à Springs (Afrique du Sud), est un joueur sud-africain de rugby à XV qui évolue au poste de deuxième ligne.

## Palmarès

### En club
Avec l'USA Perpignan :
- Champion de France de Pro D2 : 2018